# 大明宮夫人
大明宮夫人柳氏（?—?），高丽王朝宗室女、嫔御。高丽景宗的夫人，元莊太子之女。
大明宮夫人是高丽太祖的孙女，元莊太子之女。母亲興芳宮主也是高丽太祖的女儿，外祖母是神明順聖王太后劉氏。高丽初年，盛行族内婚。大明宮夫人的父母是同父异母的兄妹，她自己嫁给了堂兄高丽景宗。高丽景宗的父亲高丽光宗和大明宮夫人的母亲興芳宮主是同父同母的兄妹。高丽景宗为大明宮夫人建立大明宮，但是没有给正妻的名分。

## 亲属
- 祖父：1代王高丽太祖（877年—943年，在位918年—943年）
- 祖母：太祖貞德王后柳氏
  - 父亲：元莊太子
- 外祖母：太祖神明太后劉氏
  - 母亲：興芳宮主
    - 兄弟：興芳宮大君

  - 伯父：王位君
  - 伯父：仁愛君
  - 伯父：助伊君
  - 姑母：文元王文惠王后柳氏
    - 姑表姐妹：景宗獻懿王后劉氏

  - 姑母：戴宗宣義王后柳氏
    - 姑表兄弟：6代王高丽成宗（961年—997年，在位981年—997年）
    - 姑表姐妹：景宗獻哀王后皇甫氏（964年—1029年）
    - 姑表姐妹：景宗獻貞王后皇甫氏（？—992/993年）

  - 舅父：太子王泰
  - 舅父：3代王高丽定宗（923年—949年，在位945年—949年）
  - 舅父：4代王高丽光宗（925年—975年，在位949年—975年）
    - 舅表兄弟（丈夫）：5代王高丽景宗（955年—981年，在位975年—981年）

  - 舅父：文元大王
  - 舅父：證通國師
  - 姨母：樂浪公主
    - 姨表姐妹：景宗獻肅王后金氏